# Youcef Sebti
Youcef Sebti est un enseignant de sociologie rurale à l’Institut d'agronomie d’El Harrach et écrivain et poète algérien d'expression française né le 23 février 1943 à Boudious, dans la commune d'El Milia (Jijel). Il meurt assassiné dans la nuit du 27 au 28 décembre 1993, à son domicile, près de l’Institut national agronomique d’El Harrach.

## Biographie
Né dans une famille de petite bourgeoisie rurale, Youcef Sebti fréquente le Lycée d’enseignement franco-musulman de Constantine, poursuit des études d’agronomie à El Harrach puis s'inscrit à la faculté des sciences humaines d'Alger où il obtient en 1971 une licence de sociologie rurale, est chimiste dans les usines de la SOALCO, enseigne à l’école d’agriculture de Skikda puis, à partir de 1969, à l’Institut d'agronomie d’El Harrach.
Il est parmi les intellectuels algériens, avec Tahar Djaout, victimes de groupe armés algériens durant la Guerre civile algérienne.

## Éléments de bibliographie

### Œuvres
- Jean Sénac, Anthologie de la nouvelle poésie algérienne, Poésie 1, no 14, Librairie Saint-Germain-des-Prés, Paris, 1971[1].
- L'Enfer et la folie (daté septembre 1962-octobre 1966), SNED, Alger, 1981[2] (72 p.); Bouchene, Alger, 2003  (ISBN 2-912946-66-2)
- Cybernation (daté 15/6/1968), dans L'enfance au cœur, ENAG, Alger, 1986, p. 66-68.
- Démonter les mythes, entretien avec Larbi Khalfoun [sur la 8e session de l'Université arabe à Ghardaïa consacrée au désert], dans « Algérie Actualité » no 1389, Alger, 28 mai-3 juin 1992
- Lettres circulaires, dans El Moudjahid, 04 mai 1994; repris dans « Neuf textes d'intellectuels algériens assassinés », Courrier international, supplément au numéro 186, 26 mai 1994, p. XII-XIII.

### Anthologies
- Les Mots migrateurs, Une anthologie poétique algérienne, présentée par Tahar Djaout, Office des Publications Universitaires (OPU), Alger, 1984.
- Anthologie de la littérature algérienne (1950-1987), introduction, choix, notices et commentaires de Charles Bonn, Le Livre de Poche, Paris, 1990  (ISBN 2-253-05309-0)
- Des Chèvres noires dans un champ de neige ? 30 poètes et 4 peintres algériens, Bacchanales no 32, Saint-Martin-d'Hères, Maison de la poésie Rhône-Alpes - Paris, Marsa éditions, 2003 ; Des chèvres noires dans un champ de neige ? (Anthologie de la poésie algérienne contemporaine), édition enrichie, Bacchanales, no 52, Saint-Martin-d'Hères, Maison de la poésie Rhône-Alpes, 2014
- Ali El Hadj Tahar, Encyclopédie de la poésie algérienne de langue française, 1930-2008 (en deux tomes), Alger, Éditions Dalimen, 2009, 956 pages  (ISBN 978-9961-759-79-0)
- Une anthologie des poésies arabes, images de Rachid Koraïchi, (poèmes choisis par Farouk Mardam-Bey  et Waciny Laredj, calligraphies d'Abdallah Akkar et Ghani Alani), Paris, Éditions Thierry Magnier, 2014 [poème: L'olivier]  (ISBN 978-2-36474-536-0)

### Sur Youcef Sebti
- Kamel Behidji, Youcef Sebti, dans Algérie-Actualité, Alger, 5-11 décembre 1971.
- Kamel Bencheikh, Jeune poésie algérienne, Traces no 60, Le Pallet, anthologie de poètes algériens, introduction et choix de Kamel Bencheikh
- Marie-Alice Seferian, "Enfer et folie", propositions pour une lecture d'un texte de Youcef Sebti, Revue de l'Occident musulman et de la Méditerranée, no 22, décembre 1976.
- Bachir Hadj Ali, Le mal de vivre et la volonté d'être dans la jeune poésie algérienne d'expression française, dans Europe, no 567-568, Littérature algérienne, Paris, juillet-août 1976, p. 116-129. Texte réédité en plaquette, Imprim'art, Alger, 1977.
- Jean Déjeux, Bibliographie méthodique et critique de la littérature algérienne de langue française 1945-1977, SNED, Alger, 1979.
- Tahar Djaout, Youcef Sebti, Le droit d'interroger, suivi d'un entretien, dans « Algérie-Actualité », no 758, Alger, 24-30 avril 1980, p. 31-32.
- Tahar Djaout, Poètes au présent, dans « Algérie-Actualité », no 872, Alger, 1er-7 juillet 1982, p. 22.
- Jean Déjeux, Dictionnaire des auteurs maghrébins de langue française, Paris, Editions Karthala, 1984  (ISBN 2-86537-085-2).
- Algérie. L'écrivain Youssef Sebti est le dix-huitième intellectuel assassiné en dix mois, suivi de Un poète « sénacquien » par J.-P. Péroncel-Hugoz, dans Le Monde, Paris, 30 décembre 1993, p. 9.
- Assia Djebar, Le blanc de l'Algérie, A. Michel, 1995 (pages 215-222 de l'édition de poche,  (ISBN 2226084576 et 9782226084576)